# Majsjön
Majsjön är en sjö i Gislaveds kommun i Småland och ingår i Nissans huvudavrinningsområde. Sjön är 23,5 meter djup, har en yta på 2,95 kvadratkilometer och befinner sig 161,1 meter över havet. Sjön avvattnas av vattendraget Kilan (Västerån). Vid provfiske har en stor mängd fiskarter fångats, bland annat abborre, braxen, gädda och gös.

## Delavrinningsområde
Majsjön ingår i det delavrinningsområde (635573-135430) som SMHI kallar för Utloppet av Majsjön. Medelhöjden är 182 meter över havet och ytan är 19,75 kvadratkilometer. Räknas de 5 delavrinningsområdena uppströms in blir den ackumulerade arean 68,37 kvadratkilometer. Kilan (Västerån) som avvattnar avrinningsområdet har biflödesordning 2, vilket innebär att vattnet flödar genom totalt 2 vattendrag innan det når havet efter 98 kilometer. Delavrinningsområdet består mestadels av skog (68 procent). Avrinningsområdet har 3,15 kvadratkilometer vattenytor vilket ger det en sjöprocent på 15,9 procent.

## Fisk
Vid provfiske har följande fisk fångats i sjön:
- Abborre
- Braxen
- Gädda
- Gös
- Lake
- Mört
- Regnbåge
- Sik
- Siklöja
- Sutare